# هيليارد غريني
هيليارد غريني (بالإنجليزية: Hilliard Greene)‏ هو معلم موسيقى وعازف جاز أمريكي، ولد في 26 فبراير 1958.

## وصلات خارجية
- الموقع الرسمي
- هيليارد غريني على موقع ميوزك برينز (الإنجليزية)
- هيليارد غريني على موقع ديسكوغز (الإنجليزية)